# Karel de Jongere
Karel de Jongere, of Karel van Ingelheim (Aken, ca. 772 – Beieren, 4 december 811), was de tweede zoon van Karel de Grote en de eerste zoon bij diens derde vrouw, Hildegard. Zijn geboortejaar is niet met zekerheid bekend.
Toen Karel de Grote zijn rijk onder zijn zonen verdeelde, werd Karel de Jongere koning van Neustrië en koning der Franken. Hij was een broer van Lodewijk de Vrome en Pepijn Karloman.
Hij overleed echter drie jaar voor de dood van zijn vader. Karel stierf ten gevolge van een beroerte op 4 december 811. Hij liet geen kinderen na.
Karel de Jongere trad voor het eerst op de voorgrond in 784 tijdens de Saksenoorlogen. Zijn vader deelde het Frankische leger in twee en trok naar Thüringen, terwijl de 12-jarige Karel de Jongere in Westfalen bleef. Na een ruitergevecht in Dreingau aan de Lippe keerde hij zegerijk naar Worms terug.

## Voorouders
| Voorouders van Karel de Jongere | Voorouders van Karel de Jongere                         | Voorouders van Karel de Jongere                         | Voorouders van Karel de Jongere                         | Voorouders van Karel de Jongere                         | Voorouders van Karel de Jongere                | Voorouders van Karel de Jongere                | Voorouders van Karel de Jongere                | Voorouders van Karel de Jongere                |
| ------------------------------- | ------------------------------------------------------- | ------------------------------------------------------- | ------------------------------------------------------- | ------------------------------------------------------- | ---------------------------------------------- | ---------------------------------------------- | ---------------------------------------------- | ---------------------------------------------- |
| Overgrootouders                 | Karel Martel 689-741) ∞ Rotrude van Trier (690-724)     | Karel Martel 689-741) ∞ Rotrude van Trier (690-724)     | Charibert (680-747) ∞ Gisele van Aquitanië (-)          | Charibert (680-747) ∞ Gisele van Aquitanië (-)          | ? (–) ∞ ? (-)                                  | ? (–) ∞ ? (-)                                  | Hnabi (705-788) ∞ Hereswind (720-)             | Hnabi (705-788) ∞ Hereswind (720-)             |
| Grootouders                     | Pepijn de Korte (714-768) ∞ Bertrada van Laon (725-783) | Pepijn de Korte (714-768) ∞ Bertrada van Laon (725-783) | Pepijn de Korte (714-768) ∞ Bertrada van Laon (725-783) | Pepijn de Korte (714-768) ∞ Bertrada van Laon (725-783) | Gerold van Vintzgouw (740-799) ∞ Imma (-)      | Gerold van Vintzgouw (740-799) ∞ Imma (-)      | Gerold van Vintzgouw (740-799) ∞ Imma (-)      | Gerold van Vintzgouw (740-799) ∞ Imma (-)      |
| Ouders                          | Karel de Grote (747-814) ∞ Hildegard (758-783)          | Karel de Grote (747-814) ∞ Hildegard (758-783)          | Karel de Grote (747-814) ∞ Hildegard (758-783)          | Karel de Grote (747-814) ∞ Hildegard (758-783)          | Karel de Grote (747-814) ∞ Hildegard (758-783) | Karel de Grote (747-814) ∞ Hildegard (758-783) | Karel de Grote (747-814) ∞ Hildegard (758-783) | Karel de Grote (747-814) ∞ Hildegard (758-783) |
| Karel de Jongere (772-811)      |                                                         |                                                         |                                                         |                                                         |                                                |                                                |                                                |                                                |

## Voetnoten
1. ↑  Karels relatie met zijn eerste vrouw Himiltrude, bij wie Karel de Grote een zoon, Pepijn met de Bult had, werd ontbonden